# فندق ماندارين أورينتال (واشنطن)
فندق ماندارين أورينتال، واشنطن العاصمة فندق مبنى على طراز ما بعد الحداثة يقع في 1330 جادة ماريلاند، واشنطن العاصمة، في الولايات المتحدة الأمريكية اكتمال بناءه في عام 2004، ويقع الفندق بالقرب من ناشيونال مول ومتاحف مؤسسة سميثسونيان، ويطل على حوض تيدال. يضم الفندق مطعمين، مطعم زين سيتي والذي أغلق بشكل دائم في 6 كانون الأول 2014. منذ افتتاحه، صنف فندق ماندارين أورينتال واشنطن العاصمة AAA-أربع ألماسات ووأربع نجوم من قبل دليل السفر فوربس.

## روابط خارجية
- الموقع الرسمي